# لورانس غولان
لورانس غولان (بالإنجليزية: Lawrence Golan)‏ هو موزع أمريكي، ولد في 1966.

## وصلات خارجية
- الموقع الرسمي